# Rhinantheae
Rhinantheae je tribus volovotkovki, dio reda medićolike (Lamiales). Postoji 14 rodova rasprostranjenih po svim kontinentima.
Tipični i najrašireniji je rod škrobotac (Rhinanthus) iz Sjeverne Amerike i Euroazije.

## Rodovi
1. Melampyrum L. (42 spp.); urodica
2. Rhynchocorys Griseb. (6 spp.)
3. Rhinanthus L. (36 spp.); škrobotac, šuškavac
4. Lathraea L. (5 spp.); potajnica
5. Bartsia L. (1 sp.)
6. Euphrasia L. (232 spp.); očanica
7. Tozzia L. (1 sp.)
8. Hedbergia Molau (3 spp.)
9. Nothobartsia Bolliger & Molau (2 spp.)
10. Odontitella Rothm. (1 sp.)
11. Odontites Ludw. (34 spp.); crnica
12. Bellardia All. (2 spp.); belardija
13. Parentucellia Viv. (2 spp.); zornica
14. Neobartsia Uribe-Convers & Tank (48 spp.)

## Sinonimi
- Euphrasiaceae Martynov
- Melampyraceae Hook. & Lindley
- Rhinanthaceae Vent.